# Французская литература XVII века
 Французская литература XVII века — выдающееся западноевропейское культурное явление определенной исторической эпохи. Опираясь на достижения предыдущего столетия, литература создавалась на протяжении Великого века Франции, охватывающего правление Генриха IV Франции, регентства Марии Медичи, Людовика XIII, регентства Анны Австрийской (гражданской войны под названием Фронды) и правления Людовика XIV. Литературу этого периода часто отождествляют с классицизмом правления Людовика XIV. Авторы этого периода следовали французским классическим идеалам порядка, нравственным нормам своего времени и хорошему вкусу. Французская литература XVII века была богата художественными достижениями и оказала большое влияние на другие национальные литературы Европы и во многом определила культурный облик столетия.

## Французское общество и литература в XVII веке
В эпоху Возрождения французская литература (в широком смысле этого слова) в значительной степени следовала традициям энциклопедического гуманизма. Во французскую литературу, по образцу итальянского Возрождения, внедряется понятие благородства.
Создание литературных произведений — стихотворений, пьес, критических произведений стало считаться необходимым для дворян, искусство служило средством социального прогресса. В середине XVII века во Франции литературным творчеством нанимались около 2200 авторов (преимущественно дворян и священников). Читающая же аудитория составляла всего несколько десятков тысяч человек.

### Салоны
Слово салон впервые появилась на французском языке в 1664 году от итальянского слова салы — большой приемный зал особняка. До 1664 года литературные вечера часто называли по названию помещения, в котором они проходили кабинет, alcôve и руэллия. Например, термин руэллия вытекает из литературных встреч, проведенных в спальне. Эти встречи были популярны со времен Людовика XIV. Дворяне, лежа на своей кровати, встречали близких друзей и предлагали им места на стульях или табуретках вокруг кровати. Руэллия («маленькая улица») — пространство между кроватью и стеной в спальне; этим названием и стали называться проводимые литературные встречи.

### Влияние аристократии
Французское дворянство сыграло важную роль в литературе XVII века. В Версальском дворце давались придворные балеты и представления. Дворяне были обязаны быть щедрыми, великодушными, совершать поступки бескорыстно (статус требовал щедрости без ожидания финансовой или политической выгоды), должны были обуздать свои эмоции (особенно страх, ревность и желание мести).
Статус дворян обязывал их строить престижные городские особняки, носить дорогую одежду, покупать картины, серебро, дорогую посуду и другие предметы обстановки, подобающие их званию. Они обязаны были также показывать свое благородство финансированием искусства. Эти аристократические ценности начали критиковаться во Франции с середины XVII века.

### Классицизм
«Классицизм» (применительно к литературе) предполагал представление о порядке, ясности, нравственных целях и хорошем вкусе. Многие из этих понятий были вдохновлены произведениями Аристотеля и Горация, классическими греческими и римскими литературными шедеврами. Выступления в театре придерживались трех Единств:
- Единство места действия: например «Интерьер замка». Сражения происходили вне сцены.
- Единство времени: в идеале, вся игра должна проходить в течение 24 часов.
- Единство действия: в пьесе должен быть один сюжет, а все второстепенные отступления должны ссылаться на него.

Единство места и времени было необходимо для полного погружения зрителя в драматическое действие.
Театральные постановки должны были придерживаться следующих правил:
- Литература должна уважать принятые в обществе моральные принципы и хороший вкус; ничто не должно попирать эти принципы, даже исторические события.
- Действие должно быть правдоподобным.

Эти правила исключают многие элементы стиля барокко: летающие лошади, рыцарские бои, магические походы в чужие земли и др. Эти классические правила редко соблюдались полностью, многие шедевры XVII века нарушали их намеренно, чтобы усилить производимый эмоциональный эффект:
- Пьесу Корнеля Le Cid критиковали за убийство отца девушки, что было нарушением моральных норм.
- Пьесу La Princesse de Clèves' герцога де Немур с откровениями жены мужу ее прелюбодеяниями на стороне критиковали за невероятное.

Термин «классицизм» связан также с визуальными видами искусств и архитектурой этого периода. В это время в стране строился Версаль. В дальнейшем дворец Версаля стал постоянным домом короля. Путем переезда в Версаль Людовик избегал опасности Парижа (в молодости, Людовик XIV страдал во время гражданской войн и восстаний, известных как Фронда).

## Проза

### Любовные и исторические традиции
Во Франции после религиозных войн появилась новая форма повествования — «сентиментальный роман», который быстро стал литературной сенсацией благодаря энтузиазму читающей публики, ищущей развлечений. Эти короткие и реалистичные сентиментальные романы о любви включали в себя любовные диалоги, письма и стихи, вставленные рассказы и др. Многие из них не переиздавались с XVII века и остаются в настоящее время часто неизвестными.

### Приключенческие романы в стиле барокко
С 1610 годов мода на короткие романы о любви в основном исчезла, вкусы читателей вернулись к приключенческим романам, описывающим пиратов, бури, похищения девиц и др. Произведения Амадис Галлии были любимым чтением Генриха IV. Самым известным из длинных приключенческих романов был Polexandre (1629-49) молодого автора Марен Леруа де Гомбервиль.
В начале XVII века зарождается форма романа — «эпопея в прозе». Действие романов часто происходило в Древнем Риме, Египте или Персии. Многие из этих романов на самом деле описывали фактически современные отношения того времени, замаскированные под вымышленными именами и символами.
Самыми известными были приключенческие романы:
- Мадлен де Скюдери(1607—1701)
  - Ибрагим, или Великий паша (1641)
  - Артамен, или Великий Кир (1648—1653)
  - Клелия (1654—1661)
  - Альмахида, или Королева-рабыня (1661—1663)
- Roland Le Vayer de Boutigny
  - Митридат (1648-51)
- Готье Ла Кальпренед
  - Кассандра (1642—1645)
  - Клеопатра (1646-57)
  - Фарамонд (1661)

### Классика
С 1660 годов многотомные, барочные исторические романы в значительной степени вышли из моды. Появился интерес в романах к теме любви, психологическому анализу, моральным дилеммам. Действие романа помещалось в историческую обстановку недавнего прошлого.
Примерами этих романов были:
- Jean Renaud de Segrais Nouvelles françoises (1658)
- мадам де Лафайет Принцесса де Монпансье (1662)
- Madame de Villedieu Journal amoureux (1669)
- Jean Donneau de Visé Nouvelles galantes et comiques (1669)
- Madame de Villedieu Annales galantes (1670)
- Madame de Lafayette Zaïde (1671)
- Madame de Villedieu Amour des grands hommes (1671)
- César Vichard de Saint-Réal Don Carlos (1672)
- Madame de Villedieu Les Désordres de l’amour (1675)
- Jean de Préchac L’Héroïne mousquetaire (1677)
- Jean de Préchac Le voyage de Fontainebleau (1678)
- мадам де Лафайет Принцесса Клевская (1678)
- Jean de Préchac L’Illustre Parisienne, histoire galante et véritable (1679)

Самый известным из всех этих романов является роман Мари Мадлен де Лафайет «Принцесса де Монпансье», описывающей жизнь замужней дворянки во время правления Генриха II, которая влюбляется в другого мужчину, но при этом показывает эту ее страсть своему мужу. Хотя роман включает в себя несколько вставленных историй, в целом повествование концентрируется на невысказанных сомнениях и страхах двух людей. Роман Мари Мадлен де Лафайет «Принцесса Клевская» считается основополагающим в аналитической психологической традиции европейской литературы.

## Поэзия
В XVII веке поэзия стала одним из главных жанров литературного творчества во Франции. Поэзия использовалась для разных целей. Поэзия могла быть «стихами на случай», что означает, что стихи были написаны для празднования определенного события (брак, рождение или военная победа) или как оформление трагического случая (смерть или военное поражение). Поэзия была главной формой в театре XVII века; подавляющее большинство пьес того времени писались в стихах. Поэзия использовалась в фельетонах Николя Буало и др. Буало являлся также автором трактата «Поэтическое искусство». Его авторитет теоретика классицизма сыграл большую роль не только в развитии литературы в последующие литературные эпохи, но и в оценке тех или иных авторов и произведений.
Стихи стали частью социальной игры в аристократических салонах, где писались эпиграммы, сатирические стихи, поэтические описания.
В 1660-х годах наиболее известными были три поэта. Это Жан де Лафонтен, известный благодаря своими произведениями Эзоп и Федр, которые были написаны в сложной стихотворной форме. Лафонтен был также автором стихотворных новелл, сказок и басен. Жан Расин стал известен своей трагедией. В своем творчестве Расин обращался преимущественно к античным сюжетам. Николя Буало известен как поэт классицизма. «Классицизм» в поэзии доминировал до французской революции.
Наиболее известными французскими поэтами XVII века были также:
- Франсуа де Малерб (1555—1628)
- Оноре д Юрфе (1567—1625)
- Жан Ожье де Гомбо (1570?-1666)
- Матурин Ренье (1573—1613)
- Франсуа де Мейнард (1582—1646)
- Онора де Бюэй (1589—1670)
- Теофиль де Вио (1590—1626)
- Франсуа де Буаробер (1592—1662)
- Жерар Антуан де Сент-Амант (1594—1661)
- Жан Шаплен (1595—1674)
- Венсан Вуатюр (1597—1648)
- Жак Валле (1599—1673)
- Тристан Л’Hermite (1601?-1655)
- Пьер Корнель (1606—1684)
- Павел Скаррона (1610—1660)
- Исаак де Бенсерад (1613—1691)
- Жорж де Brébeuf (1618—1661)
- Жан де Лафонтен (1621—1695)
- Николя Буало (1636—1711)
- Жан Расин (1639—1699)
- Гийом Амфри де Шольё (1639—1720)
- Жан Франсуа Реньяр (1655—1709)

Во Франции в XVII веке развивается также барочная поэзия, известная поэтическими находками в области интеллектуально-философской лирики (Т. де Вио) и бурлескная поэзия (Сент-Аман).
Общим стремлением барочных и классицистических поэтов этого времени было стремление к творческой независимости от литературных авторитетов. Расходились поэты разных направлений в оценке возможности в поэзии общие правил или их отсутствии.

## Театр

### Театры и театральные коллективы
В XVII веке во Франции кроме публичных театров, спектакли ставились в частных домах и в университетах. В первой половине XVII века театр стремился удовлетворить разнообразные вкусы зрителей. Трагикомедия была модна при дворе, общественность же проявляла больший интерес к трагедии.
В начале XVII века театральные представления давались дважды в неделю, начиная с двух или трех часов. Театральные представления часто охватывали несколько работ. Представления начинались с шуточного пролога, затем ставились трагедия или трагикомедия, потом фарс и, наконец, песня. Зрители иногда сидели на краю сцены во время выступления артистов. Места перед сценой (партер) предназначались для мужчин, на них были самые дешевые билеты. Богатые люди смотрели представление из галереи. В отличие от Англии, Франция не вводила никаких ограничений на роли женщин на сцене.
В дополнение к комедиям и трагедиям, парижане были большими поклонниками итальянских трупп, игравших комедии дель арте — вид итальянского народного (площадного) театра, своего рода импровизированный театр. Персонажи из комедии дель арте имели огромное влияние на французский театр. Во французских пьесах можно было найти образы хвастунов, дураков, влюбленных, стариков и хитрых слуг, которые встречались в спектаклях итальянских артистов второй половины XVII века.
Основными французскими театрами в это время в Париже были:
- Отель де Бургонь — до 1629 года в этом театре играли различные труппы, в том числе Comédiens-дю-Руа с режиссёром Валери Леком и (по его смерти) Беллерозом (Пьер Ле Мессье).
- Театр дю Марэ (Théâtre du Marais) (1600—1673) — в театре выступала труппа Vieux Comédiens du Roi и труппа Jodelet.
- Ла труппа де месье (La troupe de Monsieur)
- Ла Комеди франсэз в Hôtel de Bourgogne и Hôtel Guénégaud.

За пределами Парижа, в пригороде и в провинции существовало множество передвижных театральных трупп; Мольер начал свою карьеру именно в такой труппе. Королевский двор и другие благородные дома были организаторами театральных представлений, потешных боев и других представлений. Иногда в роли танцоров и актеров выступали сами дворяне.
Подавляющее большинство театральных пьес XVII века были написаны в стихах. Исключениями были некоторые комедии Мольера и драматурга Samuel Chappuzeau.

### Театр в стиле барокко
XVII век во французском театре иногда сводится к трем великим именам Пьер Корнель, Мольер и Жан Расин. На самом же деле в театре начала XVII века преобладали жанры и драматурги предыдущего века; наиболее влиятельным был Роберт Гарнье. Несмотря на то, что королевский двор устал от трагедий, предпочитая им жанр трагикомедия, французское общество предпочитало по прежнему трагедии. Перелом произошел в 1630-х — 1640-х годах, когда под влиянием романов в стиле барокко обществу стала больше интересна трагикомедия, включавшая в себя описания приключений рыцарей и похождения дам. Трагикомедия стала доминирующим жанром. Однако в дальнейшем успех пьес Корнеля Сид (1637) и Гораций (1640) снова вернет в театры моду на трагедии, которая останется до конца XVII века.
Трагедия во французском театре XVII века следовала заветам Горация и Аристотеля. Сюжеты брались из произведений классических авторов, таких как Плутарх и Светоний (Жизнь двенадцати цезарей), из итальянских, французских и испанских рассказов. Возрос интерес к греческим авторам — Софоклу и Еврипиду.
Комедии встречались реже на сцене. В ранних комедийных пьесах преобладал фарс, сатирические монологи и комедии дель арте. Авторы Жан Ротру и Пьер Корнель вернулись к созданию комедий только к началу 1630 годов. В своих теоретических работах о театре Корнель описывал такие свои взгляды на комедии и трагедии:
- В трагедии должны фигурировать благородные герои.
- Трагедия описывает дела государства (войны, династические браки); в комедии же описывается любовь персонажей.
- Утверждение Аристотеля, что катарсис (очищение эмоций) должен быть цель трагедии является недостижимым идеалом. В пьесах зло не должно вознаграждаться.

Несмотря на то, что пьеса Корнеля Сид подверглась критике за нарушение хорошего вкуса, она имела большой успех у публики. В дальнейшем Корнель продолжал писать в основном трагедии, а также пьесы, которые называл «героическими комедиями».
Перечень драматургов и их пьесы, с указанием жанра (даты часто являются приблизительными, так как дата публикации, как правило, ставилась после даты первого исполнения), включает в себя:
- Антуан де Монкретьен (1575—1621)
  - Sophonisbe, La Cathaginoise, La Liberté (трагедия) 1596
  - La Reine d’Ecosse, L’Ecossaise (трагедия) 1601
  - Aman (трагедия) 1601
  - La Bergerie (пастораль) 1601
  - Hector (трагедия) 1604
- Jean de Schelandre (около 1585—1635)
  - Tyr et Sidon, ou les funestes amours de Belcar et Méliane (1608)
- Александр Арди (1572-c.1632) Харди написал около 600 пьес; до нас дошли только 34.
  - Scédase, ou l’hospitalité violée (трагедия) 1624
  - La Force du sang (трагикомедия) 1625
  - Lucrèce, ou l’Adultère puni (трагедия) 1628
- Онора де Бюэй де Ракан (1589—1670)
  - Les Bergeries (пастораль) 1625

- Théophile de Viau (1590—1626)
  - Les Amours tragiques de Pyrame et Thisbé (трагедия) 1621
- Франсуа де Буаробер (1592—1662)

- - Didon la chaste ou Les Amours de Hiarbas (трагедия) 1642
- Жан Мере (1604—1686)
  - La Sylve (пастораль, трагикомедия) 1626
  - La Silvanire, ou La Morte vive (пастораль, трагикомедия) 1630
  - Les Galanteries du Duc d’Ossonne Vice-Roi de Naples (комедия) 1632
  - La Sophonisbe (трагедия) 1634
  - La Virginie (tragicomedy) 1636
- Tristan L’Hermite (1601—1655)
  - Mariamne (трагедия) 1636
  - Penthée (трагедия) 1637
  - La Mort de Seneque (трагедия) 1644
  - La Mort de Crispe (трагедия) 1645
  - The Parasite 1653
- Жан Ротру (1609—1650)
  - La Bague de l’oubli (comedy) 1629
  - La Belle Alphrède (comedy) 1639
  - Laure persécutée (tragicomedy) 1637
  - Le Véritable saint Genest (трагедия) 1645
  - Venceslas (tragicomedy) 1647
  - Cosroès (трагедия) 1648

- Пьер Корнель (1606—1684)
  - Mélite (comedy) 1629
  - Clitandre (tragicomedy, later changed to трагедия) 1631
  - La Veuve (comedy) 1631
  - La Place Royale (comedy) 1633
  - Médée (трагедия) 1635
  - L’Illusion comique (comedy) 1636
  - Сид
  - Horace (трагедия) 1640
  - Cinna (трагедия) 1640
  - Polyeucte («Christian» трагедия) c.1641
  - La Mort de Pompée (трагедия) 1642
  - Le Menteur (комедия) 1643
  - Rodogune, princesse des Parthes (трагедия) 1644
  - Héraclius, empereur d’Orient (трагедия) 1647
  - Don Sanche d’Aragon («героическая» comedy) 1649
  - Nicomède (трагедия) 1650
  - Sertorius (трагедия) 1662
  - Sophonisbe (трагедия) 1663
  - Othon (трагедия) 1664
  - Tite et Bérénice («heroic» comedy) 1670
  - Suréna, général des Parthes (трагедия) 1674
- Pierre du Ryer (1606—1658)
  - Lucrèce (трагедия) 1636
  - Alcione 1638
  - Scévola (трагедия) 1644

- Жан Демаре (1595—1676)
  - Les Visionnaires (comedy) 1637
  - Erigone (prose трагедия) 1638
  - Scipion (verse трагедия) 1639
- Д’Обиньяк (1604—1676)
  - La Cyminde 1642
  - La Pucelle d’Orléans 1642
  - Zénobie (трагедия) 1647 (written with the intention of affording a model in which the strict rules of the drama were served)
  - Le Martyre de Sainte Catherine (трагедия) 1650
- Поль Скаррон (1610—1660)
  - Jodelet 1645
  - Don Japhel d’Arménie 1653
- Исаак де Бенсерад (1613—1691)
  - Cléopâtre (трагедия) 1635

## Другие жанры

### Мемуары и письма
XVII век известен своими биографическими «мемуарами». Первые мемуары писали во времена Фронда. Авторы сочетали в своих мемуарах описания своих политических взглядов с пережитыми приключениями.
Известны мемуары Роже де Рабютена, граф де Бюсси под названием «Любовная история галлов», описывающие любовные интриги придворных дам. Мемуары Поля Пеллисона История Людовика XIV охватывают период французской истории с 1660 по 1670 годы. Таллеман де Рео, Жедеон в своих «Занимательных историях» создавал биографические очерки о современниках.
Мемуары Мадам де Севинье (1626—1696) считаются важным документом, описывающим французское общество и литературные события при Людовике XIV. Самые известные мемуары XVII века принадлежат Луи де Рувруа, герцогу Сен-Симон (1675—1755). Эти мемуары были опубликованы лишь столетие спустя после их написания.
Важные произведения экономического или политического анализа писали: кардинал Ришельё, Мазарини, Кольбер, Фуке, Вобана, Кантильон и др.

### Проза
- (фр.) Adam, Antoine, ed. Romanciers du XVIIe siècle. (An anthology). Collection: Bibliothèque de la Pléiade. Paris: Gallimard, 1958.
- (фр.) Coulet, Henri. Le roman jusqu'à la Révolution. Paris: Colin, 1967. ISBN 2-200-25117-3

### Поэзия
- (фр.) Allem, Maurice, ed. Anthologie poétique française: XVIIe siècle. Paris: Garnier Frères, 1966.

### Театр
- (фр.) Scherer, Jacques, ed. Théâtre du XVIIe siècle. (An anthology). Collection: Bibliothèque de la Pléiade. Paris: Gallimard, 1975.